# Buran 2.02
| Buran-Programm | Buran-Programm                       |
| -------------- | ------------------------------------ |
| Shuttle-Name:  | Buran 2.02 (OK-4K / 1.02 / 11F35 4K) |
| Erster Start:  | -                                    |
| Letzter Start: | -                                    |
| Länge:         | 36 m                                 |
| Höhe:          | 16 m                                 |
| Gewicht:       | 80 Tonnen                            |

Buran 2.02 (GRAU-Index 11F35 4K) ist die Bezeichnung des vierten Orbiters der Buran-Klasse, der im Rahmen des sowjetisch-russischen Buran-Programms produziert werden sollte. Sein Bau war nur zu 10–20 Prozent fortgeschritten, als das Buran-Programm eingestellt wurde, also blieb er unvollendet. Die Buran-Raumfähren ähneln äußerlich dem US-amerikanischen Space Shuttle.

## Unterschiede zur ersten Serie
Die 2.02 ist die zweite Baueinheit einer zweiten Serie von Orbitern der Buran-Klasse. Das Design wurde verbessert, indem Rückmeldungen von früheren Modellen der Buran-Klasse verwendet wurden.
Zu den wichtigsten Änderungen gehören:
- Rumpfdesign optimiert, um Gewicht zu sparen
- Anordnung des Wärmeschutzsystems geändert
- Spoiler zu Höhenrudern hinzugefügt
- Konfiguration der OMS-Triebwerke geändert
- Kühlerdesign der Laderaumtüren vereinfacht
- Fahrwerk verbessert
- Bremsschirmbehälter wurde verkleinert, da die Oberfläche der Fallschirme von Buran zu groß war

Nach der Challenger-Katastrophe wurde entschieden, die Besatzungskapazität der zweiten Serie von Orbitern auf vier Besatzungsmitglieder mit standardmäßig montierten Schleudersitzen zu beschränken.

## Geschichte
Der Bau der Raumfähre 2.02 begann im Jahr 1988. Buran 2.02 wäre komplett in Moskau fertiggestellt worden und mit einer An-225 zum Kosmodrom Baikonur transportiert worden, im Gegensatz zum Transport der Buran 1.01 und Buran 1.02 mit der Mjassischtschew WM-T „Atlant“. Als das Buran-Programm 1993 eingestellt wurde, war nur der vordere Rumpf mit der Mannschaftskabine der Buran 2.02 fertiggestellt. Die unvollständige 2.02 wurde später auf ihrer Baustelle teilweise zerlegt und außerhalb des Tuschino-Maschinenbauwerks in der Nähe von Moskau verlegt.
Der rechte Flügel mit Fahrwerk, der für diesen Orbiter hergestellt wurde, wurde verwendet, um das OK-7M-Testgerät fertigzustellen, der auf der WDNCh ausgestellt ist.
Einige der Hitzeschutzkacheln von Orbiter 2.02 wurden im Internet verkauft und versteigert.